# Xeropigo cotijuba
Xeropigo cotijuba là một loài nhện trong họ Corinnidae.
Loài này thuộc chi Xeropigo. Xeropigo cotijuba được miêu tả năm 2007 bởi De Souza & Bonaldo.